# Мемфисская митрополия
 Ме́мфисская митропо́лия (греч. Ιερά Μητρόπολη Μέμφιδος) — епархия Александрийской православной церкви с кафедрой в Гелиополисе (район Каира, Египет).

## История
Православные епископы города Мемфиса, древней столицы Египта, известны с IV века — так, епископ Антиох был участником Первого Вселенского Собора, епископ Иоанн Аркафа — противником святителя Александрийского Афанасия Великого.
Мемфисские титулярные митрополиты[какие?] упоминаются в составе епископата Александрийской Православной Церкви в документах XVII-XVIII веков.
Мемфисская кафедра была восстановлена в 1968 году и является митрополией.

## Архипастыри
Епископы Мемфисские
- Антиох (упом. в 325 году)
- Ахав (Архан, Иоанн Аркафа) (до 325 года — после 335 года), мелитианец
- Несторий (упом. ок. 340 года)
- Птолемей (упом. ок. 740 года), яковит (монофизит)
- Макарий (X век), яковит (монофизит)
- Авраам (XI век), яковит (монофизит)
- Хаил (XI век), яковит (монофизит)
- Филипп (?)

Митрополиты Мемфисские
- Нектарий (Иорданидис) (21 ноября 1909 — 14 июля 1924)
- Иларион (Койверакис) (14 декабря 1968 — 17 января 1972), титулярный
- Никодим (Галиацатос) (1 декабря 1972 — 15 июня 1974)
- Дионисий (Хадживасилиу) (15 июня 1974 — 26 апреля 1988)
- Павел (Лингрис) (15 января 1998 — 15 августа 2013)
- Никодим (Приангелос) (с 23 ноября 2013)